# 橄榄菜

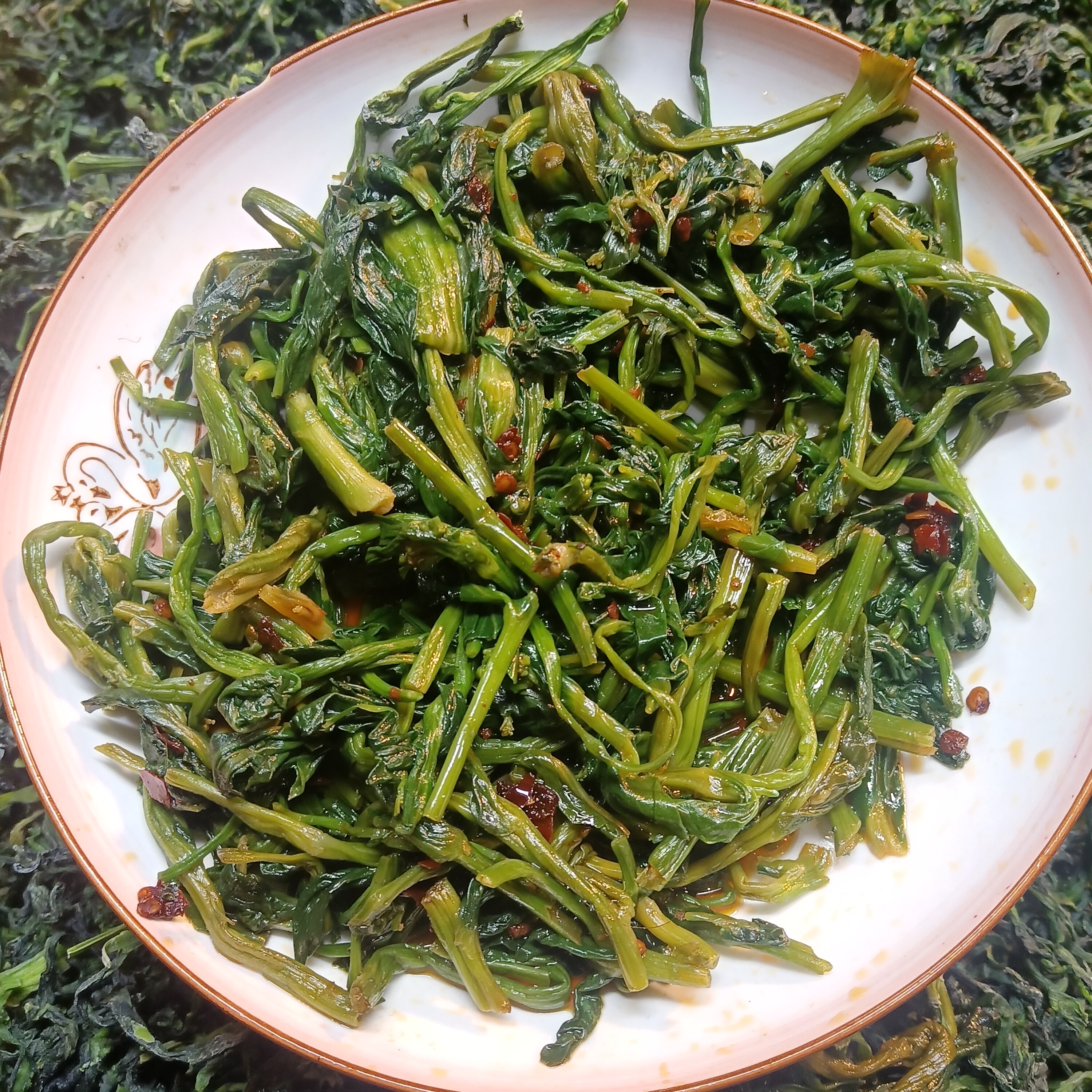
一盘橄榄菜

橄榄菜是广东潮汕特有的一种腌渍蔬菜，制作工艺最早可追溯至宋明时代，主要材料是乌榄、芥菜，加入豆油、食盐，放入生铁鼎里面，文火慢炒几个小时，再慢火熬煮至乌黑透亮为止。具有“清、鲜、爽、嫩、滑”等特点，有开胃消食、帮助消化、增进食欲的作用。
橄榄菜是潮汕人日常居家很常见的一种腌渍蔬菜，可以直接配米飯、白粥食用。也可以制作菜肴，比如橄榄菜蒸豆腐、橄榄菜蒸鲈鱼、橄榄菜肉臊炒豆角等。